# Xarma-Adad II
Xarma-Adad II o Šarma-Adad II va ser rei d'Assíria que segons la Llista dels reis d'Assíria era fill de Xuninua. Va regnar només tres anys, potser del 1601 aC al 1599 a C.
Com que el va succeir el seu germà Erixum III cal suposar que va morir jove i sense descendència.